# Escaleras Chkálov
La escalera Chkálov (en ruso: Чкаловская лестница, romanizado: Chkalovskaia lestnitsa) es un monumental tramo de escalones en el centro de Nizhni Nóvgorod, que conecta las plazas de Minin y Pozharsky, los diques del Alto Volga y el Bajo Volga. Fue construido por los arquitectos Aleksandr Yakovlev, Lev Rudnev y Vladimir Munts. Es la escalera más larga de Rusia. Comienza desde el monumento a Chkálov, cerca de la Torre de San Jorge en el Kremlin. Construida en forma de una figura de ocho, consta de 560 pasos, si se cuenta en ambos lados. El número de pasos desde abajo hacia arriba es 442. En las intersecciones de las pendientes laterales hay dos plataformas de observación. En la parte inferior de las escaleras hay un monumento al barco "Hero", que se encuentra en el terraplén del Bajo Volga. 

## Historia

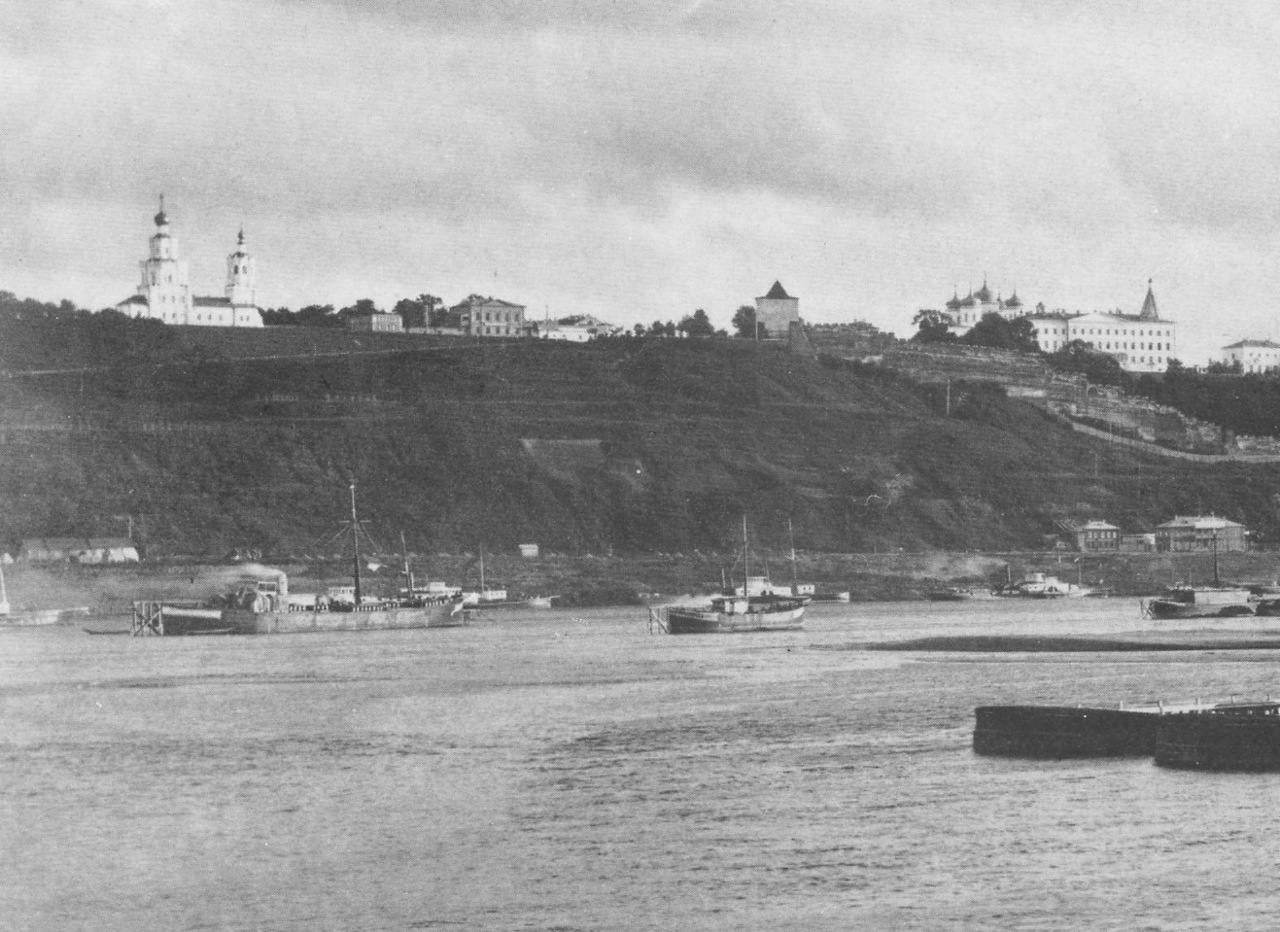
Vista de la ladera del Volga desde el pueblo de Bor. 1886

Durante el imperio ruso y hasta mediados de la década de 1940 del siglo XX, al sitio de las escaleras de Chkalov se le llamaba pendiente del Volga. Fue uno de los lugares más populares entre los residentes y visitantes de Nizhny Novgorod. En la parte superior había una repisa semicircular desde la que se veía la llanura aluvial de Bor. Ahora hay un monumento a Chkálov. 
Las primeras ideas para la construcción de las escaleras en la ladera del Volga fueron presentadas por Aleksandr Shulpin, presidente del Comité Ejecutivo de la ciudad de Gorki, en 1939. Las escaleras iban a conectar el centro de la ciudad con el Volga, y superar las escaleras Potemkin en Odesa. Pero la realización del proyecto fue impedida por la Segunda Guerra Mundial (Frente Oriental).
La realización de los planes se retrasó hasta 1943. Ese año, Gorki comenzó a reconstruir activamente los edificios destruidos y las empresas industriales después del bombardeo alemán. Entonces Shulpin comenzó a promover su idea nuevamente. El mismo año realizó un viaje de negocios a Moscú y presentó el proyecto a los arquitectos de Leningrado Aleksandr Yakovlev, Lev Rudnev y Vladimir Munts. Cuando se recibió el acuerdo, el gobierno de Moscú asignó dinero para la construcción de esta grandiosa escalera en honor a la victoria de la Batalla de Stalingrado. La escalera se llamarían escaleras de Stalingrado. La construcción se inició el mismo año, realizada por prisioneros alemanes. Fue inaugurada en 1949. El presidente del comité ejecutivo de la ciudad gastó alrededor de 7 millones de rublos en su construcción, y fue arrestado por malversación de fondos públicos en el asunto de Leningrado. Fue rehabilitado después de la muerte de Stalin.

## En la actualidad

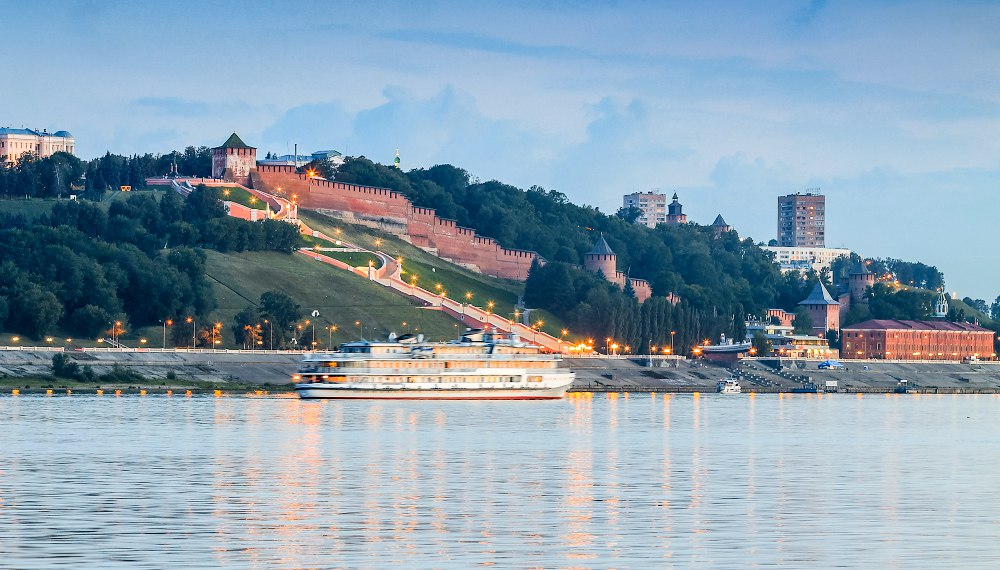
Vista desde el Volga a la escalera Chkálov

Es uno de los hitos más reconocibles de la ciudad. En las escaleras de Chkalov se organizan carreras deportivas.
En 1985 se erigió un monumento al barco Hero al pie de las escaleras. El barco era popular entre los recién casados. Hasta 2008, sus hélices estaban constantemente decoradas con cintas de colores. Para evitar esto, se instalaron estructuras metálicas. 
La última restauración de la escalera se llevó a cabo en 2012-2013.